# Place de l'Université (Sanaa)
Pour les articles homonymes, voir Place de l'Université.
La place de l’Université à Sanaa, au Yémen, est le lieu central de la révolution yéménite de 2011. Elle est occupée par les étudiants et les manifestants qui y établissent un campement après l’échec de l’occupation de la place Tahrir et rebaptisée place du Changement (midan Taghir, profitant de la quasi-homophonie avec la place Tahrir).
Le campement établi sur la place le 20 février, s’étend sur plus de 3 km, passant ainsi d’un mouvement de jeunesse à un massif sit-in populaire. Les formes d’action sont très variées : sit-in, poésie, théâtre, etc.. La place est aussi un lieu de discussion, de formation aux principes de la démocratie et à la résistance pacifique, de formulation des exigences du mouvement de 2011. Une vingtaine de journaux y sont rédigés et imprimés, dont deux quotidiens. Les artistes connus et inconnus de tous les domaines participent.